# Map of the Soul: Persona
Map of the Soul: Persona è il sesto EP del gruppo musicale sudcoreano BTS, pubblicato il 12 aprile 2019.

## Descrizione
Il disco fa da seguito agli album del 2018 Love Yourself: Tear e Love Yourself: Answer, e ha preceduto il tour mondiale della band Love Yourself: Speak Yourself. Map of the Soul: Persona ha segnato "l'inizio di un nuovo capitolo" per il gruppo ed è stato il primo di una nuova serie di dischi. Un indizio del titolo era comparso nel video introduttivo proiettato prima dell'esibizione dei BTS agli Mnet Asian Music Award a Hong Kong nel dicembre 2018. L'annuncio ufficiale è avvenuto il 12 marzo 2019, mentre i preordini sono stati aperti il giorno seguente. Il 28 marzo è stato caricato su YouTube il trailer, contenente un inedito intitolato Persona ed eseguito da RM, mentre il 1º e il 3 aprile sono state diffuse le foto promozionali. Un teaser dell'apripista Boy with Luv, in collaborazione con la cantante Halsey, è stato caricato su YouTube l'8 aprile; il 9 aprile è stata resa nota la tracklist e il giorno seguente il secondo teaser di Boy with Luv. L'EP è uscito il 12 aprile insieme al video musicale di Boy with Luv.

### Composizione
Il titolo Map of the Soul: Persona trae ispirazione dal libro di psicologia analitica Jung's Map of the Soul del dottor Murray Stein, focalizzato sulle teorie dello psicanalista Carl Gustav Jung. Contiene il messaggio "voglio conoscerti" e nel comunicato stampa è stato descritto come "un cenno al passato del gruppo mentre mostra la sua maturità e la comprensione appena scoperta dell'amore e del mondo sempre in espansione intorno a sé. Le tracce hanno un messaggio chiaro: trovare la gioia nell'amore e allungare le braccia verso il mondo". In conferenza stampa, RM ha spiegato: «Volevamo parlare della forza che ci ha portato qui, della sua origine e delle sue ombre, e del domani che dobbiamo affrontare attraverso essa. Penso che questo sia il processo per scoprire il nostro mondo interiore». Durante una diretta su V Live ha aggiunto: «Ho avuto la sensazione che il nostro piatto fosse diventato troppo grande e non più gestibile, quindi ho pensato che dovessimo parlare delle piccole cose», descrivendo il disco come una dedica ai loro fan; ha inoltre raccontato di aver scritto circa l'80-90% dei testi, contribuendo in misura maggiore rispetto alle uscite precedenti.
L'EP si apre con Intro: Persona, in cui RM rappa su un campione della canzone del 2014 del gruppo Intro: Skool Luv Affair e prova a rispondere alla domanda "chi sono io?", parlando del conflitto vissuto con la propria immagine pubblica. Tematicamente, esplora "il modo in cui siamo composti da molte versioni diverse di noi stessi, rimandando alle teorie dello psicanalista svizzero Carl Jung sulla psiche umana". Il video contiene rimandi alle teorie sugli archetipi di Jung tramite l'utilizzo delle parole chiave "persona", "ombra" ed "ego". L'apripista Boy with Luv è stato descritto dalla casa discografica come una canzone funk pop sull'interesse verso il prossimo e la gioia derivante da un amore umile, e fa da parallelo al brano Boy In Luv inciso dai BTS nel 2014 per Skool Luv Affair. Mikrokosmos, il cui titolo si riferisce al concetto di microcosmo, parla del legame con il mondo esterno, indicando ogni essere umano come un mondo a sé stante nel verso di RM "Una storia è una persona / Una stella è una persona / Risplendendo con sette miliardi di luci / Sette miliardi di mondi". Home è una canzone dedicata ai fan del gruppo, che vengono descritti come il rifugio metaforico dei BTS nei momenti di stanchezza e solitudine; contiene inoltre un rimando al brano di debutto del gruppo, No More Dream, quando Suga rappa "Il mondo pensa che abbiamo ottenuto tutto / La casa grande, la macchina grossa, i grandi anelli dei sogni". Make It Right è scritta con Ed Sheeran, mentre Jamais Vu è eseguita soltanto da J-Hope, Jin e Jungkook e rimanda al concetto opposto a quello del déjà vu, per il quale una persona non riconosce qualcosa che ha visto molte volte. I testi parlano del dolore causato dal successo e dell'impegno profuso nel combattere la negatività. Dionysus è una traccia hip hop con un "ritmo intenso" e riferimenti alla mitologia greca, in particolare al dio dell'uva e del vino Dioniso. Essa paragona la ricerca dell'ubriachezza all'essere un musicista sorvegliato da un mondo critico, utilizzando un ampio numero di giochi di parole per collegare l'arte all'alcol, trattati come ugualmente inebrianti nel verso "Da bere in una mano, il tirso nell'altra / L'arte schizza in questa coppa di cristallo trasparente / Anche l'arte è alcol, se puoi berla ti ubriacherai, stupido". Contiene inoltre menzioni alla rinascita da idol K-pop ad artista.

### Copertina
La copertina del disco è stata ideata dallo studio di grafica J& Brand prendendo spunto dal labirinto che appare nel video musicale di Epilogue: Young Forever, il quale è stato trasformato in una griglia irregolare su cui delle linee staccate creano la forma di un cuore, metafora dell'amore romantico. Lo sfondo è di colore rosa, declinato in quattro saturazioni diverse, una per versione del disco.

## Promozione
Il 13 aprile, i BTS hanno eseguito Boy with Luv e il remix di Steve Aoki di Mic Drop a Saturday Night Live, diventando il primo artista asiatico ad esibirsi in diretta durante il programma. Il 18 aprile hanno iniziato a promuovere il disco in Corea del Sud, apparendo a M Countdown con Boy with Luv, Make It Right e Dionysus.

## Accoglienza
| Recensione           | Giudizio |
| -------------------- | -------- |
| Metacritic           | 74/100   |
| AllMusic             |          |
| Any Decent Music?    | 7/10     |
| Billboard            | positivo |
| Consequence          | A-       |
| Highsnobiety         |          |
| NME                  |          |
| Pitchfork            | 6,1/10   |
| The 405              | 7/10     |
| The Fader            | positivo |
| The Guardian         |          |
| The Independent      |          |
| The Line of Best Fit | 9,5/10   |
| Rolling Stone        |          |
| Variety              | positivo |

Su Metacritic, che assegna un voto normalizzato aggregando diverse recensioni, Map of the Soul: Persona ha un punteggio medio di 74/100 basato su undici pareri critici, indicante giudizi "generalmente favorevoli".
Neil Z. Young di AllMusic ha valutato positivamente il disco, scrivendo che "nonostante sia solo il primo pezzo di un puzzle, da solo Map of the Soul: Persona è una celebrazione calzante per un gruppo al suo meglio". Rhian Daly di NME ha giudicato che "vola grandiosamente e logicamente da un genere all'altro, ma suona più che mai sicuro di sé", con "una tracklist concisa che non lascia spazio a riempitivi, né a spreco di note"; un'opinione simile è stata condivisa da David Opie per Highsnobiety, secondo il quale Persona "consegue in sole sette tracce quello che tantissime altre band non riescono a ottenere nella loro intera carriera". Laura Dzubay di Consequence ha lodato l'album perché "salta facilmente per generi come hip-hop, rock, R&B e trap in un'esplorazione sfaccettata delle vite e dei cuori di una delle boy band più grandi sulla Terra" e perché "la varietà contenuta nell'EP [...] condivide un livello comune di impegno attento da parte del gruppo." Scrivendo per Rolling Stone, Elais Leight ha commentato che il disco "serve principalmente da promemoria dell'imprendibilità dei BTS". Douglas Greenwood di The Independent, invece, ha dato una recensione contrastante, segnalando che "Quando si reggono sulle proprie gambe senza gli importanti coprotagonisti, i BTS sono ancora pienamente sicuri del loro sound", ma "la musica, dal punto di vista della produzione, viene messa un po' da parte quando si tratta di fare qualcosa di completamente nuovo". Noah Yoo di Pitchfork ha trovato che il gruppo passasse "troppo tempo a guardarsi indietro", che gli arrangiamenti fossero "indaffarati e contorti" e che molti punti salienti dei testi fossero "sepolti da ciarpame rock autoreferenziale", in un album "difficile da chiamare trionfo".

## Tracce
1. RM – Intro: Persona – 2:54 (Hiss noise, RM, Pdogg)
2. Boy with Luv (feat. Halsey) (작은 것들을 위한 시?, Jag-eun geotdeur-eul wihan siLR) – 3:49 (Pdogg, RM, Melanie Joy Fontana, Michel "Lindgren" Schulz, "hitman" Bang, Suga, Emily Weisband, J-Hope, Ashley Frangipane)
3. Mikrokosmos (소우주?, So-ujuLR) – 3:46 (Matty Thomson, Max Lynedoch Graham, Marcus McCoan, Ryan Lawrie, James F. Reynolds, RM, Suga, J-Hope, "DJ Swivel" Young, Candace Nicole Sosa, Melanie Joy Fontana, Michel "Lindgren" Schulz)
4. Make It Right – 3:42 (Fred Gibson, Ed Sheeran, Benjy Gibson, Jo Hill, RM, Suga, J-Hope)
5. Home – 4:00 (Pdogg, RM, Lauren Dyson, Tushar Apte, Suga, J-Hope, Krysta Youngs, Julia Ross, Bobby Chung, Song Jae-kyung, Adora)
6. Jin, J-Hope e Jeon Jung-kook – Jamais Vu – 3:46 (Marcus McCoan, Owen Roberts, Arcades, Matty Thomson, Max Lynedoch Graham, James F. Reynolds, RM, J-Hope, "hitman" Bang)
7. Dionysus – 4:08 (Pdogg, J-Hope, Supreme Boi, RM, Suga, Roman Campolo)

Note:
- Intro: Persona contiene un campionamento da Intro: Skool Luv Affair dei BTS.

## Formazione
Crediti tratti dalle note di copertina dell'EP.
Gruppo
- Jin – voce, gang vocal (traccia 3)
- Suga – rap, scrittura (tracce 2-5, 7), gang vocal (traccia 3)
- J-Hope – rap, scrittura (tracce 2-7), gang vocal (tracce 3, 7), ritornello (traccia 7)
- RM – rap, scrittura (tutte le tracce), arrangiamento rap (tracce 1-5, 7), registrazione (tracce 1-5, 7), gang vocal (tracce 3, 7), ritornello (traccia 7)
- Park Ji-min – voce, gang vocal (traccia 3)
- V – voce, gang vocal (traccia 3)
- Jeon Jung-kook – voce, ritornelli (tracce 2-7), gang vocal (traccia 3)

Produzione
- Adora – editing digitale (tracce 2, 5), ritornello (tracce 3, 5-6), gang vocal (traccia 3), registrazione (tracce 3, 5-6), scrittura (traccia 5)
- Tushar Apte – scrittura (traccia 5)
- Arcades – produzione (tracce 3, 6)
- Bad Milk – produzione (traccia 6)
- "Hitman" Bang – scrittura (tracce 2, 6)
- Roman Campolo – scrittura (traccia 7)
- El Capitxn – editing digitale (tracce 3-4, 7)
- Bobby Chung – scrittura (traccia 5)
- Lauren Dyson – scrittura (traccia 5)
- Melanie Joy Fontana – scrittura (tracce 2-3), ritornello (traccia 2)
- Ashley Frangipane – voce ospite (traccia 2), scrittura (traccia 2), ritornello (traccia 2)
- Benjy Gibson – scrittura (traccia 4)
- Fred Gibson – produzione (traccia 4), scrittura (traccia 4), tastiera (traccia 4), batteria (traccia 4), sintetizzatore (traccia 4), programmazione (traccia 4)
- Max Lynedoch Graham – scrittura (tracce 3, 6), chitarra (tracce 3, 6), tastiera (tracce 3, 6), percussioni (tracce 3, 6), ritornello (tracce 3, 6), programmazione (tracce 3, 6), vocoder (traccia 6)
- Jo Hill – scrittura (traccia 4)
- Hiss Noise – scrittura (traccia 1), produzione (traccia 1), tastiera (tracce 1, 6), sintetizzatore (traccia 1), chitarra (traccia 1), registrazione (tracce 1, 3-6), gang vocal (tracce 3, 7), editing digitale (tracce 3-4, 6-7)
- Jung Woo-yong – editing digitale (tracce 5-6)
- Kim Ji-yeon – registrazione (tracce 1, 6)
- Ryan Laurie – scrittura (traccia 3), ritornello (traccia 3)
- Lee Tae-wook – chitarra (tracce 1-2, 6)
- Marcus McCoan – scrittura (tracce 3, 6), ritornello (tracce 3, 6), produzione (traccia 6), tastiera (traccia 6), percussioni (traccia 6), programmazione (traccia 6)
- Randy Merrill – mastering
- Park Jin-sae – registrazione (traccia 2)
- Pdogg – scrittura (tracce 1-2, 5, 7), produzione (tracce 2, 5, 7), arrangiamento voci (tracce 2-7), arrangiamento rap (tracce 2-6), tastiera (tracce 2, 5, 7), sintetizzatore (tracce 2, 5, 7), registrazione (tracce 2-7), editing digitale (tracce 2), gang vocal (tracce 3, 7)
- Phil X – chitarra (traccia 7), registrazione (traccia 7)
- James F. Reynolds – scrittura (tracce 3, 6)
- Owen Roberts – scrittura (traccia 6), tastiera (tracce 3, 6), percussioni (traccia 6), programmazione (traccia 6)
- Julia Ross – scrittura (traccia 5)
- Michel "Lindgren" Schulz – scrittura (tracce 2-3), registrazione (traccia 2)
- Ed Sheeran – scrittura (traccia 4)
- Song Jae-kyung – scrittura (traccia 5)
- Candace Nicole Sosa – scrittura (traccia 3)
- Supreme Boi – scrittura (traccia 7), arrangiamento rap (traccia 7), gang vocal (traccia 7), registrazione (traccia 7), editing digitale (traccia 7)
- Matty Thompson – scrittura (tracce 3, 6), chitarra (tracce 3, 6), tastiera (tracce 3, 6), percussioni (tracce 3, 6), ritornello (traccia 3), programmazione (tracce 3, 6), vocoder (traccia 6)
- Emily Weisband – scrittura (traccia 2)
- Alex Williams – registrazione (traccia 2)
- "DJ Swivel" Young – scrittura (traccia 3)
- Krysta Youngs – scrittura (traccia 5)

## Successo commerciale
I preordini hanno raggiunto la quota di 2.685.030 copie in cinque giorni, e si sono chiusi l'11 aprile con oltre 3,07 milioni. Il disco ha proceduto poi, secondo la classifica coreana Hanteo, con il vendere 1.400.000 copie nelle prime quattro ore dall'uscita e 2,13 milioni durante la prima settimana, segnando il record di vendite settimanali dall'apertura della classifica nel 1993. Map of the Soul: Persona ha debuttato al primo posto della Gaon Album Chart, e ha venduto oltre 3.229.032 copie in un mese, diventando il disco più venduto di sempre nella storia della classifica e in quella della musica sudcoreana in generale, prima di essere sostituito da Map of the Soul: 7 sempre dei BTS nel febbraio 2020. A maggio 2019 gli è stata riconosciuta la tripla certificazione Million. Tutte le tracce del disco sono figurate nella Gaon Digital Chart, con Boy with Luv in posizione 17 per la settimana 9-13 aprile e in prima posizione durante quella successiva. Persona è stato il disco più venduto del 2019 in Corea del Sud, con 3.718.230 copie fisiche.
Secondo la UK Albums Chart, le vendite di metà settimana dell'EP hanno superato quelle combinate realizzate in sette giorni sul suolo britannico dalle tre uscite precedenti del gruppo, con oltre 10.000 copie. Map of the Soul: Persona è diventato poi il primo disco dei BTS a raggiungere la vetta della classifica, oltre che il primo per un artista sudcoreano, con 26.500 unità equivalenti all'album, il 68% delle quali di vendite pure, e ha ricevuto il disco d'Oro. L'EP si è piazzato anche in cima alla ARIA Albums Chart, diventando il primo disco in una lingua asiatica a figurare al primo posto nelle classifiche australiane. È figurato inoltre in vetta alla Billboard 200, facendo di loro i primi artisti ad ottenere tre prime posizioni in meno di un anno dopo i Beatles nel 1995-1996. I BTS sono diventati anche gli artisti che hanno ottenuto più velocemente tre prime posizioni dopo i The Monkees. Map of the Soul: Persona ha ricevuto la certificazione Oro dalla RIAA il 22 agosto 2019. Negli Stati Uniti è stato l'album fisico più venduto della prima metà dell'anno con 312.000 copie, e il secondo su base annuale con 415.000 unità.
In Giappone è stato il disco di un artista sudcoreano più venduto durante i primi sei mesi dell'anno secondo Tower Records.
Map of the Soul: Persona è stato il terzo album più venduto al mondo nel 2019 secondo la IFPI. La federazione ha riferito vendite per 2,5 milioni di unità, inferiori rispetto a quelle conteggiate dalla Gaon Chart, poiché per la Corea sono state considerate le copie riportate dalla classifica Hanteo.

## Classifiche

### Classifiche settimanali
| Classifica (2019-22) | Posizione massima |
| -------------------- | ----------------- |
| Argentina            | 1                 |
| Australia            | 1                 |
| Austria              | 4                 |
| Belgio (Fiandre)     | 3                 |
| Belgio (Vallonia)    | 16                |
| Canada               | 1                 |
| Croazia              | 29                |
| Corea del Sud        | 1                 |
| Danimarca            | 5                 |
| Estonia              | 2                 |
| Finlandia            | 3                 |
| Francia              | 5                 |
| Germania             | 3                 |
| Giappone             | 2                 |
| Irlanda              | 6                 |
| Islanda              | 15                |
| Italia               | 5                 |
| Lettonia             | 2                 |
| Lituania             | 1                 |
| Messico              | 3                 |
| Norvegia             | 3                 |
| Nuova Zelanda        | 1                 |
| Paesi Bassi          | 2                 |
| Polonia              | 2                 |
| Regno Unito          | 1                 |
| Repubblica Ceca      | 2                 |
| Slovacchia           | 6                 |
| Spagna               | 3                 |
| Stati Uniti          | 1                 |
| Svezia               | 2                 |
| Svizzera             | 3                 |
| Ungheria             | 7                 |

### Classifiche di fine anno
| Classifica (2019) | Posizione |
| ----------------- | --------- |
| Australia         | 32        |
| Austria           | 3         |
| Belgio (Fiandre)  | 36        |
| Belgio (Vallonia) | 109       |
| Bulgaria          | 6         |
| Corea del Sud     | 1         |
| Francia           | 73        |
| Germania          | 42        |
| Giappone          | 6         |
| Italia            | 97        |
| Lettonia          | 50        |
| Nuova Zelanda     | 35        |
| Paesi Bassi       | 63        |
| Polonia           | 31        |
| Regno Unito       | 66        |
| Spagna            | 24        |
| Stati Uniti       | 51        |
| Svizzera          | 44        |
| Ungheria          | 35        |
| Classifica (2020) | Posizione |
| Corea del Sud     | 45        |
| Ungheria          | 27        |
| Classifica (2021) | Posizione |
| Corea del Sud     | 39        |
| Ungheria          | 80        |
| Classifica (2022) | Posizione |
| Corea del Sud     | 44        |

## Riconoscimenti
- Circle Chart Music Award[121]
  - 2020 – Album dell'anno – secondo trimestre
  - 2020 – Retail Album of the Year
- Golden Disc Award[122]
  - 2020 – Bonsang - sezione album
  - 2020 – Daesang - sezione album
- Melon Music Award
  - 2019 – Album dell'anno[123]
- Mnet Asian Music Award
  - 2019 – Album dell'anno[124]
- Seoul Music Award[125]
  - 2020 – Premio bonsang
  - 2020 – Album dell'anno

### Guinness dei primati
Record passato, in seguito infranto da un altro album.
| Anno | Primato                            | Fonti           |
| ---- | ---------------------------------- | --------------- |
| 2019 | Album più venduto in Corea del Sud | [ 126 ] [ 127 ] |